# Познер (телепередача)
«По́знер» — еженедельная авторская телепередача Владимира Познера. Первый выпуск телепередачи вышел в эфир 17 ноября 2008 года на «Первом канале».
После начала российского вторжения на Украину 24 февраля 2022 года телепрограмма перестала выходить в эфир. Последний на данный момент выпуск вышел в эфир 21 февраля, гостем в студии был журналист Кирилл Набутов.

## Формат

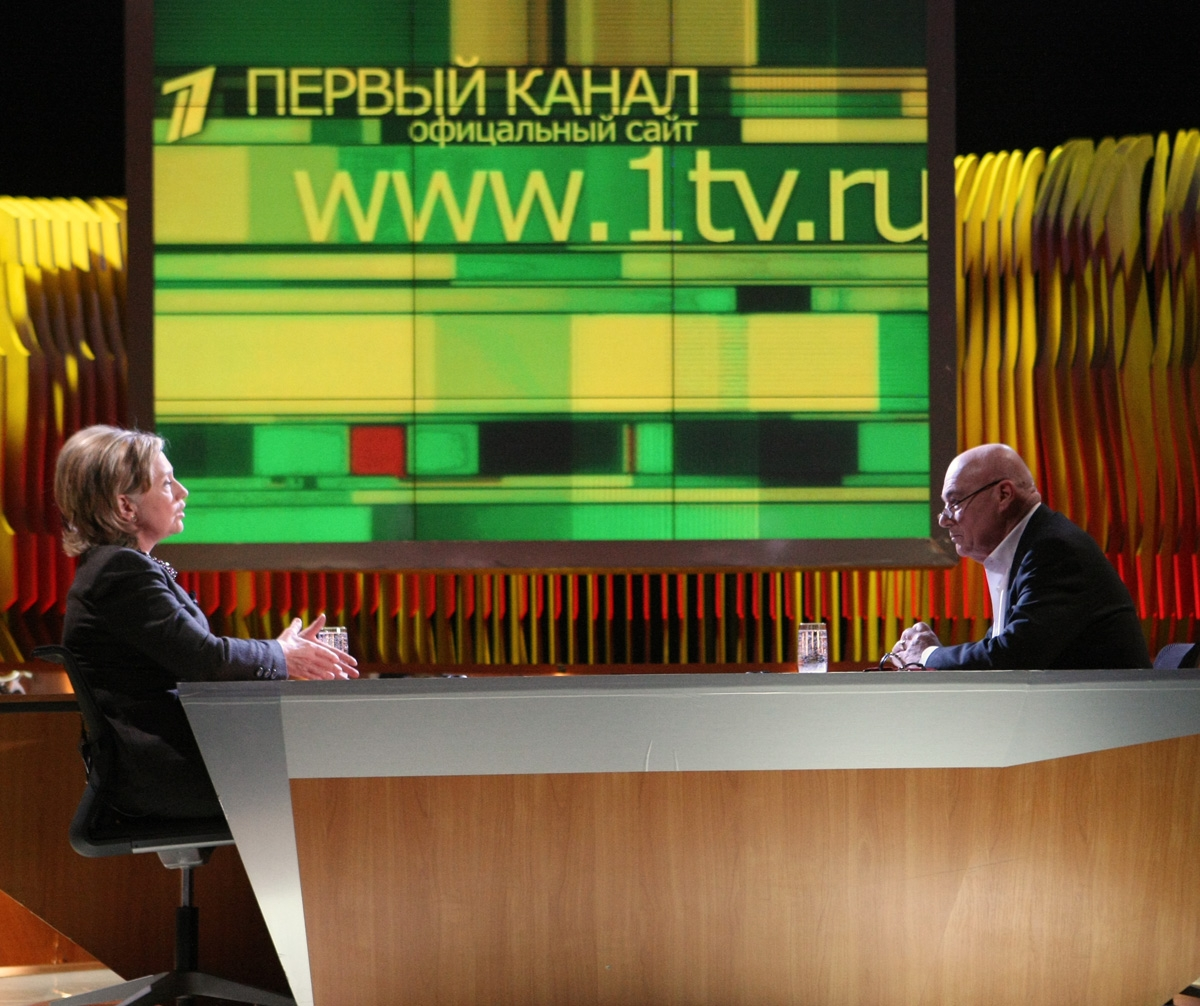
Фрагмент выпуска телепередачи с Хиллари Клинтон, 22 марта 2010 года

«Познер» — это телепрограмма-интервью: Владимир Познер задаёт вопросы политикам, общественным деятелям, деятелям культуры, искусства, науки, спорта. Беседа может быть как привязана к актуальным событиям недели, так и не связана с последними событиями. Первым гостем стал мэр Москвы Юрий Лужков.
Интервью транслируется в прямом эфире на Дальний Восток России в ночь с понедельника на вторник (в случае занятости ведущего или его гостя телепрограмма может быть записана за несколько дней до эфира). В сезоне 2010—2011 и частично 2012—2013 годов телепередача выходила по воскресеньям. Как правило, выходит в эфир с конца сентября — начала октября по конец июня (с перерывами в январе и мае ежегодно, а также в периоды транслируемых «Первым каналом» крупных спортивных соревнований, таких как зимние Олимпийские игры, чемпионат Европы по футболу, чемпионат мира по футболу). Исключением был последний выпуск сезона 2017—2018 годов, вышедший 15 июля 2018 года (в воскресенье) сразу после телепрограммы «Время».
Первоначально, по задумке Познера, после каждых трёх телепрограмм-интервью (то есть примерно ежемесячно) должен был следовать выпуск, проходящий в формате ток-шоу, с гостем и зрителями в студии. В таком формате вышли две телепередачи, обе являющиеся заключительными по отношению к тому или иному телевизионному сезону:
- 29 июня 2009 года — заключительный выпуск первого сезона, на который по результатам голосования зрителей был приглашён Михаил Горбачёв.
- 26 июня 2011 года — заключительный выпуск третьего сезона. Гостем студии был Михаил Прохоров.

Вплоть до выпуска от 31 октября 2011 года, в котором участвовал Константин Райкин, постоянной частью каждого выпуска являлась рубрика «Vox populi» (глас народа), в которой вопросы гостю телепрограммы задавали случайные люди на улице (место проведения опроса специально не анонсировалось) и/или посетители сайта «Первого канала».
Также постоянным элементом в телепередаче является применение опросника Марселя Пруста, на 10 вопросов из которого, выбранных ведущим, предлагается кратко ответить гостю в заключение интервью. При этом некоторых вопросов у Пруста нет, они сформулированы самим Познером.
По традиции, телепрограмма заканчивается «прощалкой» — мини-эссе в исполнении Познера на произвольную тему, схожим, по его словам, с заключительным словом журналиста Энди Руни, завершающим телепередачу «60 минут» на канале «Си-Би-Эс». Выпуск от 24 декабря 2018 года стал первым в истории телепрограммы, в котором прощалка была отменена. Большинство «прощалок» первого сезона телепрограммы (2008—2009 гг.) заканчивались фразой «Вот такая история» (по аналогии с программой «Времена», которая заканчивалась словами «Вот такие времена»). В дальнейшем они, как правило, заканчивались риторическим вопросом, обращённым к зрителю и призывающим подумать о теме, затронутой ведущим, а также словами «Удачи вам и приятных сновидений» (вольный перевод фирменной фразы американского журналиста Эдварда Мароу «Good night and good luck»).
Дважды «прощалка» Познера была снята с эфира по личному указанию генерального директора «Первого канала» Константина Эрнста: в выпуске с Александром Прохановым от 17 мая 2010 года (Познер спросил, не нужно ли было объявить траур по погибшим шахтёрам по всей стране, а не только в Кемеровской области) и с Михаилом Мишустиным от 21 ноября 2010 года (Познер сравнил протесты против ареста Виктора Бута с обращением с собственными гражданами внутри страны).
19 июля 2010 года, завершая телепередачу, Познер сам дал ответы на некоторые вопросы из опросника Марселя Пруста, в частности, на последний традиционный вопрос «Представ перед Богом, что вы ему скажете?», он ответил: «Как Тебе не стыдно?».
Двенадцать раз Владимир Познер проводил интервью за пределами останкинской телестудии. Так, 24 апреля 2011 года вышла телепередача с участием Валдиса Затлерса, 25 июня 2012 года — с Николаем Азаровым, 25 ноября 2013 года — с Биньямином Нетаньяху, 27 апреля 2015 года — с Сержем Саргсяном, 30 октября 2017 года — с Джулианом Ассанжем, 25 июня 2018 года — с Сергеем Ивановым, 17 декабря 2018 года — с Галиной Волчек, 24 декабря 2018 года — с Резо Габриадзе, 8 апреля 2019 года — с Филом Донахью, 13 мая 2019 года — с Ноамом Хомским, 24 июня 2019 года — с Ювалем Ноем Харари и 21 июня 2021 года — с Борисом Волыновым.
25 мая 2015 года, выступая на совместной конференции президентского Совета по правам человека и общественной коллегии по жалобам на прессу, Владимир Познер заявил о наличии строгой цензуры при отборе гостей для его телепередачи. В качестве примера он привёл российского политика Бориса Немцова.
Дважды за всю историю телепередачи случалось, что был снят с эфира её полный выпуск. Оба случая произошли в 2018 году. Интервью с Эдуардом Лимоновым, записанное в мае, планировалось к показу 18 июня, но не вышло в эфир в этот день. Официальная причина — перевёрстывание сетки вещания телеканала из-за чемпионата мира по футболу, однако, по заявлению Константина Эрнста, это произошло по другим, не зависящим от него и Познера причинам. В итоге телепередача с Лимоновым вышла в эфир 30 марта 2020 года и была посвящена памяти писателя, скончавшегося 17 марта того же года. Второй такой случай произошёл осенью 2018 года, когда была перенесена съёмка выпуска с депутатом Тамарой Плетнёвой, запланированного на 19 ноября, в связи с проблемами со здоровьем гостя. Телепередача с участием Плетнёвой вышла в эфир 5 марта 2019 года.
Визуальный почерк «картинки» телепрограммы характерен обилием крупных планов с акцентами на глазах, руках, жестах гостя и ведущего.

## Критика
В сентябре 2018 года Владимир Кара-Мурза-старший в одной из своих статей отмечал следующую тенденцию в телепрограммах Познера:
По его поведению в кадре, кстати, сразу видно, был ли гость ему навязан или он сам его выбирал. Как правило, он, мне кажется, не выбирает. И получаются стандартные интервью, каких много — что у Устиновой («ТВ Центр»), что у Корчевникова («Россия-1»). Нет той изюминки, той остроты, которая была у Познера раньше. Ему нужен или особенный человек, или право свободно задавать любые вопросы. Ни первого, ни второго в его программах не вижу. Познер стал зависимой фигурой, хотя и храбрится.